# DeLisle
DeLisle – jednostka osadnicza w Stanach Zjednoczonych, w stanie Missisipi, w hrabstwie Harrison.